# Scrivere al futuro
Scrivere al futuro è un album della cantante italiana Syria, pubblicato il 3 maggio 2011.
Considerato il ritorno di Syria al pop, l'album contiene i due singoli Sbalzo di colore e Innamorarsi senza accorgersi.

## Tracce[2]
1. Sbalzo di colore - 3:31
2. Scrivere al futuro - 3:36
3. Le volpi - 3:56
4. Amavi nelle donne - 3:33
5. Innamorarsi senza accorgersi - 3:14
6. Ritorni nei sogni - 2:45
7. Dopo ma prima di me - 3:12
8. La nostra città - 3:30

## Formazione
- Syria - voce
- Sergio Carnevale - batteria
- Matteo Lavagna - basso
- Sergio Maggioni - chitarra, programmazione
- Simone Sant - pianoforte

## Classifiche
| Classifica (2011) | Posizione |
| ----------------- | --------- |
| Italia            | 54        |